# 2С42 «Лотос»
2С42 «Лотос» — російська авіадесантна плаваюча самохідна артилерійська установка калібру 120 мм.
Цей проєкт вперше був представлений на форумі «Армія-2017» у парку «Патріот».

## Опис
Самохідну артилерійську установку (САУ) 2С42 «Лотос» було розроблено фахівцями Центрального НДІ точного машинобудування (ЦНДІТОЧМАШ) в рамках продовження та заміни проєкту САУ 2С36 «Зауралець-Д» з 152-мм гаубицею 2А89, за цим проєктом було припинено.
Нова САУ 2С42 розроблялася для повітрянодесантних військ, для заміни радянської 120-мм авіадесантної самохідної артилерійсько-мінометної установки 2С9. Для уніфікації з іншою технікою ВДВ за основу було взято шасі авіадесантованої БМД-4 М. Встановлено автоматизовану вежу зі 120-міліметровою зброєю, яка сумісна з широкою номенклатурою 120-міліметрових боєприпасів, у тому числі — перспективних. Екіпаж складається з 4 осіб. САУ 2С42 може десантуватися у повністю боєготовому стані з військово-транспортних літаків типу Іл-76 за допомогою десантних парашутних систем. У січні 2019 року стало відомо, що САУ 2С42 «Лотос» в частинах морської піхоти ЗС Росії замінить самохідні установки 2С9 «Нона-С».
Станом на жовтень 2018 року проєктні роботи були завершені та, за словами гендиректора ЦНІІТОЧМАШ, будувався перший експериментальний зразок, а також проводилися тести окремих компонентів відповідно до встановленого графіка. Очікується, що державні випробування САУ 2С42 відбудуться у 2019 році. Згідно із заявами, серійне виробництво розпочнеться у 2020 році. Паралельно з 2С42 «Лотос» у ЦНДІТОЧМАШ розробляється нова машина управління артилерійським вогнем «Завєт-Д».
2 листопада 2024 року повідомлено що САУ "Лотос" відправлено на державні випробування. Також розробники працюють над рішенням встановлення системи радіоелектронної боротьби проти дронів.

### Корпус
У зв'язку з необхідністю встановлення на 2С42 нових великих агрегатів, оригінальний корпус БМД-4М був подовжений, при збереженні компонування та рівня захисту. Загальна вага САУ становить 18 тонн. Усі члени екіпажу, що складається з 4 осіб, мають власні люки та оглядові прилади. Місця командира та навідника обладнані новими оптико-електронними прицільними пристроями. Двоє членів екіпажу розміщуються у передній частині корпусу, ще двоє перебувають у бойовому відділенні.

### Шасі
У зв'язку з подовженням корпусу і загальною масою машини, що зросла, оригінальне шасі БМД-4М було подовжено до 7 опорних катків — додані, додатково, 2 пари. Максимальна швидкість САУ становить до 70 км/год дорогами загального призначення, до 40 км/год — на перетятій місцевості. Запас ходу розрахований на 500 км.

### Двигун та трансмісія
Встановлено дизельний двигун 2В-06-2 потужністю 450 к.с.

### Башта та озброєння
Башта є високоавтоматизованим бойовим відділенням. Передбачається встановлення нової універсальної гармати, що являє собою подальший розвиток 120-мм виробу 2А51 з більшою довжиною ствола і поєднує в собі основні якості та можливості гармати, гаубиці та міномета. Час переведення з похідного стану до бойового — 30 секунд. Розрахункова скорострільність сягає від 6 до 8 пострілів за хвилину, за максимальної ефективної дальності до 13 км. Важливим моментом є те, що універсальна зброя буде використовувати новий боєприпас, який має великий модернізаційний потенціал. Усередині башти розміщуються розвинені противідкітні пристрої, зокрема — дульне гальмо багатокамерної конструкції. Башта може забезпечити горизонтальне наведення в будь-якому напрямку (360 °), при цьому кути піднесення залишаються в межах від -4 ° до +80 °. Можливе встановлення кулемета ПКТ або ПКТМ, як додаткового озброєння, та систем пуску димових (аерозольних) гранат 902Б «Туча» в дистанційно керованому бойовому модулі.

## Бойове застосування

### Російсько-українська війна
2 листопада 2024 року стало відомо, з посиланням на російські видання, що під час російського вторгнення в Україну росіяни вже залучали демонстраційний зразок у війні з Україною.